# En el viejo Oklahoma
En el viejo Oklahoma (en inglés, In Old Oklahoma) es un wéstern estadounidense de 1943 dirigido por Albert S. Rogell y protagonizado por John Wayne y Martha Scott. El film fue nominado a dos premios Óscar.

## Argumento
La maestra de escuela oriental Catherine Allen se vuelve famosa en 1906 al ser autora de una novela romántica. Decide mudarse al oeste y comenzar una nueva vida. 
En el tren, el petrolero Jim Gardner es grosero con Catherine y ésta le pide a un vaquero, Dan Somers, que se siente cerca como medida de seguridad. Ambos están camino a Oklahoma, con el conductor de la diligencia Despirit Dean acompañando a su amigo Dan.
Mucha gente en Sapulpa está molesta con las tácticas comerciales de Jim. Un agricultor siente que le pagaron muy poco por su propiedad después de que Jim descubrió petróleo allí. Jim está furioso cuando Dan desalienta firmemente al Jefe Big Tree de vender tierras indígenas a una oferta demasiado baja. 
Dan viaja a Washington D. C., para preguntarle al presidente Theodore Roosevelt sobre los derechos petroleros. Luchó con Teddy y los Rough Riders unos años antes. Teddy le ofrece la oportunidad de transportar miles de barriles de petróleo a una refinería de Tulsa para ganar los derechos sobre Jim, lo que lleva a que el empleado de Jim, el Cherokee Kid, provoque una explosión y sabotee el viaje.
Catherine y Dan se enamoran gracias a la dueña del hotel Bessie Baxter como casamentera. Una última pelea a puñetazos entre Dan y Jim resuelve las cosas de una vez por todas.

## Reparto
- John Wayne como Daniel F. Somers

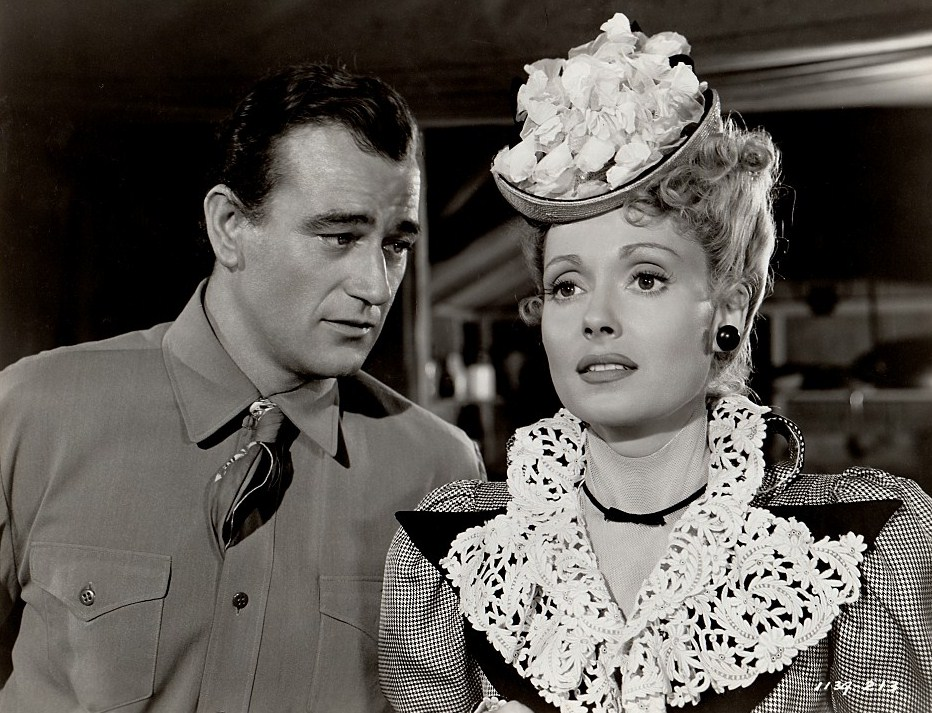
John Wayne y Martha Scott en una foto promocional.

- Martha Scott como Catherine Elizabeth Allen
- Albert Dekker como Jim "Hunk" Gardner
- George "Gabby" Hayes como Despirit Dean
- Marjorie Rambeau como Bessie Baxter
- Dale Evans como Cuddles Walker
- Grant Withers como Richardson
- Sidney Blackmer como Theodore Roosevelt
- Paul Fix como Cherokee Kid
- Cecil Cunningham como la señora Ames
- Irving Bacon como Ben
- Byron Foulger como Wilkins
- Anne O'Neal como la señora Peabody
- Richard Graham como Walter Ames

## Producción
En diciembre de 1941, Republic Pictures anunciaba la compra de los derechos de War of the Wildcats de Thomson Burtis. Al año siguiente, se anunciaba que Frances Hyland estaba trabajando en la confección del guion y que John Wayne sería el protagonista.
La película aún tardó varios meses en pasar a producción. Eleanor Griffin y Ethel Hill fueron contratadas para trabajar en el guion "que coloca al largometraje en la categoría de las grandes ligas» según el Los Angeles Times. Debían «darle a la historia un sabor épico".
La película fue retitulada como In Old Oklahoma y el rodaje comenzó el 15 de junio cerca de Bakersfield. Martha Scott fue contratada para la protagonista femenina, lo que fue visto como un buen negocio para Republic porque estaba asociada a películas prestigiosas como Our Town (1940) .

## Premios y distinciones
Premios Óscar
| Año  | Categoría                                              | Persona             | Resultado |
| ---- | ------------------------------------------------------ | ------------------- | --------- |
| 1944 | Mejor banda sonora de una película dramática o comedia | Walter Scharf       | Nominado  |
| 1944 | Mejor sonido                                           | Daniel J. Bloomberg | Nominado  |